# Talk Talk (chanson)
Pour les articles homonymes, voir Talk Talk (homonymie).
Singles de Talk Talk
Mirror Man
(1981) Today
(1982)
Talk Talk est le deuxième single du groupe britannique Talk Talk, sorti en mars 1982. Il a été écrit par Mark Hollis et son frère Ed Hollis en 1977 alors que Mark faisait partie de son groupe The Reaction. Cette chanson est d'abord sortie sur une compilation de punk rock et s'intitulait à l'époque Talk Talk Talk Talk. C'est cette chanson qui donnera son nom au groupe.
La pièce a été retravaillée et une démo a été enregistrée en juin 1981. Elle deviendra par la suite la chanson thème du groupe. Lors de sa sortie en mars 1982, elle fut plutôt bien accueillie et atteignit la 52e place du Top 75 britannique. Elle était alors jouée fréquemment dans les discothèques.
Sa face B, simplement appelée ? (parfois Question Mark) est créditée Hollis/Webb/Harris/Brenner.
En août 1982, la chanson fut ré-enregistrée et le single fut réédité avec le titre Mirror Man en face B. Cette édition remporta un plus grand succès, atteignant par exemple le #1 en Afrique du Sud et le Top 25 au Royaume-Uni.

## Vidéoclip
Le vidéo-clip pour la chanson Talk Talk a été tourné en deux versions. La première, celle de mars 1982 montre le groupe, habillé en blanc, dans des cages cylindriques. Il s'agit du tout premier vidéoclip de Talk Talk.
La seconde version a été filmée pour le single d'août 1982. Elle commence par Mark qui marche dans une rue. On voit ensuite plusieurs scènes du groupe qui joue devant un public portant des lunettes noires, qui ne peut pas parler puisqu'ils ont des rubans sur la bouche. Le film possède une très grande diversité en matière d'originalité, de figurants, d'éléments techniques et il démontre que le groupe a pu investir un meilleur budget grâce au succès de leur album The Party's Over.
Les deux versions du vidéoclip ont été réalisées par Russell Mulcahy, un réalisateur de films australien. Ce dernier a aussi réalisé des vidéo-clips pour The Buggles, Video killed the radio star et Living in the Plastic Age, Duran Duran, Planet Earth, Hungry Like the Wolf, Save a Prayer, The Reflex. Ainsi que pour Elton John, Kim Carnes, Bonnie Tyler, Fleetwood Mac, etc.